# Energia nucleare negli Emirati Arabi Uniti
Gli Emirati Arabi Uniti hanno in programma di iniziare dal 2017 un programma di elettrogenerazione da fonte nucleare per diversificare le fonti di produzione elettrica, investire ingenti capitali in funzione all'aumento della domanda elettrica (negli ultimi anni attorno al 9% annuo), che sarebbe altrimenti sopperito solo tramite centrali a gas.
A febbraio 2017, non sono presenti in questa nazione centrali nucleari in funzione.
Vi è però una centrale nucleare in costruzione con un reattore in costruzione.

## Storia
Nel dicembre 2006 gli stati del Consiglio di cooperazione del Golfo hanno annunciato l'inizio di uno studio per l'uso pacifico dell'energia nucleare. La Francia ha accettato di cooperare per questo progetto, mentre l'Iran ha promesso assistenza per la tecnologia nucleare. Per sopperire all'aumento della domanda elettrica sono prospettati 20 GW di potenza, con circa un quarto di questi operativo nel 2020, i siti presupposti sono uno fra Abu Dhabi e Ruwais, Al Fujayrah sull'Oceano Indiano ed As Sila nell'ovest del paese, al confine con l'Arabia Saudita, che potrebbe essere un sito per le esportazioni in Qatar e Bahrain.
Gli Emirati Arabi Uniti ha annunciato che avrebbe fatto "offerte ed accordi di JV per gli investitori stranieri per la costruzione e la gestione di future centrali nucleari" simile a quello esistente Independent Water and Power Producer che sono costituiti al 60% di proprietà governativa e del 40% dal partner commerciale. Gli Emirati Arabi Uniti hanno deciso di istituire un modello di gestire il suo programma nucleare basata su servizi acquisiti all'estero piuttosto che creare, in modo più lento, delle competenze locali. Per facilitare il programma nucleare nazionale, hanno inoltre rinunciato all'arricchimento ed al ritrattamento nazionale del combustibile ma di concludere contratti a lungo termine per la fornitura del combustibile nucleare ed il suo successivo smaltimento.
Da 9 compagnie interessate alla costruzione degli impianti nella nazione, la Emirates Nuclear Energy Corporation (ENEC) ha ridotto a 3 le possibili offerte a metà 2009. I tre concorrenti sono stati il reattore EPR dalla AREVA-GDF Suez-Total, il reattore ABWR dalla GE-Hitachi ed l'APR1400 dalla Kepco. Gli Emirati hanno espresso l'intenzione di standardizzare tutta la produzione nucleare su un'unica tecnologia.
Nel mese di dicembre 2009 è stato firmato un contratto con la società sudcoreana Kepco per la costruzione di 4 reattori APR1400 da 1400 MW netti in produzione entro il 2020, con il primo in funzione nel 2017. Il contratti è del valore di 20,4 miliardi $, mentre a marzo 2010 è stato aggiudicato un contratto da 5.59 miliardi $ a Hyundai e Samsung per la costruzione dei primi siti. La Kepco ha affermato che le ragioni della vittoria della gara sono da riscontrare in una più elevata producibilità elettrica, minor costo più breve tempo di costruzione tra i vari offerenti. I siti sono finanziati dallo stato senza bisogno di finanziamenti, ma con alcuni partner coreani. Entro il 2020 gli Emirati ritengono di avere 4 reattori APR1400 in funzione che producono elettricità ad un costo pari ad un quarto rispetto al gas. Continuano i negoziati con le altre due compagnie che hanno perso la gara, con cui ci sono trattative per quanto riguarda settori ed attività connessi colla produzione nucleare.
A marzo 2010 la ENEC ha scelto il sito per la prima centrale del paese nella località di Braka, a 53 km ad ovest di Ruwais. Il sito è stato scelto fra 10 località e ha vinto per le sue caratteristiche di rischio sismico, distanza dai grandi centri, vicinanza al mare, presenza di infrastrutture come le strade e le reti elettriche. Il 14 marzo 2011 sono iniziati i lavori di sbancamento nel sito, lavori preliminari per l'inizio effettivo dei lavori previsto nella prima metà del 2012.
Negli Emirati non sono presenti movimenti di protesta o comunque critici al nucleare.

## Programma nucleare futuro
Nei prossimi anni sono prospettate le gare per l'aggiudicazione dei contratti dei successivi 15 GW di potenza prospettati nei piani di sviluppo nucleare.

## Gestione dei rifiuti e depositi geologici
Il paese non ha depositi geologici.

## Produzione di uranio
Gli Emirati Arabi Uniti non sono un produttore di Uranio. Secondo il "Red Book" del 2007 il paese non ha riserve note di Uranio.

## Centrali nucleari
Tutti i dati della tabella sono aggiornati ad agosto 2024
| Reattori operativi |                    |           |                    |                         |                        |                        |
| Centrale | Potenza netta (MW) | Tipologia | Inizio costruzione | Allacciamento alla rete | Produzione commerciale | Dismissione (prevista) |
| Barakah (Reattore 1) | 1310               | APR1400   | 19 luglio 2012     | 19 agosto 2020          | 1 aprile 2021          |                        |
| Barakah (Reattore 2) | 1310               | APR1400   | 15 aprile 2013     | 14 settembre 2021       | 24 marzo 2022          |                        |
| Barakah (Reattore 3) | 1310               | APR1400   | 24 settembre 2014  | 8 ottobre 2022          | 24 febbraio 2023       |                        |
| Barakah (Reattore 4) | 1310               | APR1400   | 30 luglio 2015     | 23 marzo 2024           | 5 settembre 2024       |                        |
| Totale: 4 reattori per complessivi 5 240 MW |                    |           |                    |                         |                        |                        |
| Reattori in costruzione |                    |           |                    |                         |                        |                        |
| Totale: 0 reattori per complessivi 0 MW |                    |           |                    |                         |                        |                        |
| Reattori pianificati ed in fase di proposta |                    |           |                    |                         |                        |                        |
| Totale programmati: 0 reattori per complessivi 0 MW Totale proposti: 10 reattori per oltre 14.400 MW complessivi                                                    |                    |           |                    |                         |                        |                        |
| Reattori dismessi |                    |           |                    |                         |                        |                        |
| Nessuno |                    |           |                    |                         |                        |                        |
| NOTE: - La normativa in vigore prevede la possibilità di sostituzione e/o aumento del parco reattori al termine del ciclo vitale degli impianti ancora in funzione. |                    |           |                    |                         |                        |                        |